# Jugoslawische Fußballnationalmannschaft (U-20-Männer)
Die jugoslawische U-20-Fußballnationalmannschaft war eine Auswahlmannschaft jugoslawische Fußballspieler. Sie unterlag dem jugoslawischen Fußballverband und repräsentierte ihn international auf U-20-Ebene,  in Freundschaftsspielen gegen die Auswahlmannschaften anderer nationaler Verbände und bei der U-20-Fußball-Weltmeisterschaft.
Die Mannschaft wurde 1987 in Chile U-20-Weltmeister.
Bei dem Titelgewinn waren unter anderem Robert Jarni, Robert Prosinečki und Davor Šuker, die bei der WM 1998 mit der kroatischen Nationalmannschaft den dritten Platz erreichten, Teil der Mannschaft.

## Teilnahme an U20-Fußballweltmeisterschaften
| 1977 | nicht qualifiziert |
| 1979 | Vorrunde           |
| 1981 | nicht qualifiziert |
| 1983 | nicht qualifiziert |
| 1985 | nicht qualifiziert |
| 1987 | Weltmeister        |
| 1989 | nicht qualifiziert |
| 1991 | nicht qualifiziert |
| 1993 | nicht qualifiziert |

## Bekannte ehemalige Spieler
(Auswahl)
- Tomislav Ivković
- Ivan Gudelj
- Robert Jarni
- Igor Štimac
- Zvonimir Boban
- Robert Prosinečki
- Predrag Mijatović
- Davor Šuker